# Stephen Shellen
Stephen Shellen (* 17. Juni 1957 in Victoria, British Columbia; früher Stephen Schellenberg) ist ein kanadischer Schauspieler. Als Maler verwendet er den Namen Stephen Shellenberger.

## Leben und Leistungen
Shellen hat einen Bruder namens Jan. Seine Mutter heißt Joyce. Sein Vater, John Schellenberg, kämpfte im Zweiten Weltkrieg in der kanadischen Armee und änderte den Familiennamen aufgrund des schlechten Rufes der Deutschen in dieser Zeit auf Shellen. Auf der High School spielte Stephen Shellen begeistert Eishockey. Eine Zeit lang arbeitete er als Holzfäller. Ein Talentesucher entdeckte ihn, und er begann in England sein Geld als erfolgreiches Fotomodell zu verdienen. In Los Angeles nahm er bei Peggy Feury Schauspielunterricht. 
Seine erster Filmauftritt erfolgte im Jahr 1982 in Spring Fever. Anschließend wirkte er in vielen kanadischen und US-amerikanischen Fernseh- und Filmproduktionen mit, wobei er Hauptrollen in einigen kleineren Produktionen wie Murder One (1988), Damned River (1989) oder Farben der Lust (1997) innehatte. Bei aufwendigeren Filmproduktionen blieb es hingegen meist bei Nebenrollen, so in dem oscarprämierten Filmdrama Aus der Mitte entspringt ein Fluß (1992) von Robert Redford. Kleinere Nebenrollen porträtierte er in der Kriminalkomödie Die diebische Elster (1987) mit Whoopi Goldberg, im dramatischen Liebesfilm Bodyguard (1992) mit Whitney Houston und Kevin Costner und im Actionfilm Nur noch 60 Sekunden (2000) mit Nicolas Cage und Angelina Jolie. 
In der Krimiserie Auf eigene Faust verkörperte er Anfang der 1990er-Jahre an der Seite von Christopher Plummer eine der Hauptrollen als Söldner Luke Brenner. In der Agentenserie Nikita mit Peta Wilson war er zwischen 1997 und 2001 in fünf Folgen als Marco O'Brien zu sehen. Weiterhin übernahm er einmalige Gastauftritte in Serien wie 21 Jump Street – Tatort Klassenzimmer und Law & Order. Außerdem war er gelegentlich als Sprecher für Videospiele tätig. Seine bislang letzte Filmrolle spielte Shellen im Jahr 2010 in dem Film Territories – Willkommen in den Vereinigten Staaten von Amerika (Stand: September 2023).
Unter dem Namen Stephen Shellenberger betätigt er sich als Maler. Seine Gemälde wurden bei verschiedenen Ausstellungen in Kanada, den USA, London und Paris gezeigt und verkauft. Sein diesbezügliches Talent bewies er in der Hauptrolle im Film Farben der Lust (1997), in dem er einen Maler darstellte. Laut einem Interview von 2012 hat sich Shellen inzwischen aus Hollywood zurückgezogen und lebt im kanadischen New Denver. Dort widmet er sich der Malerei und dem experimentellen Filmemachen.

## Filmografie (Auswahl)
- 1982: Florida Match (Spring Fever)
- 1983: Your Place… or Mine (Fernsehfilm)
- 1984: Amazons (Fernsehfilm)
- 1984: Der Hitchhiker (The Hitchhiker, Fernsehserie, Episode Lovesounds)
- 1984: Cheerballs (Gimme an ‘F’)
- 1984: Die fatale Affäre der Katherine G. (A Touch of Scandal, Fernsehfilm)
- 1985: Hollywood – Intim und indiskret (Hollywood Wives, Miniserie, 3 Episoden)
- 1985: HeartBeat (Fernsehfilm)
- 1985: Ein Brief mit Konsequenzen (A Letter to Three Wives, Fernsehfilm)
- 1985: Undercover O.S.S. (Behind Enemy Lines, Fernsehfilm)
- 1986: Hummeln im Hintern (Modern Girls)
- 1987: The Stepfather
- 1987: Die diebische Elster (Burglar)
- 1987: American Gothic – Ein amerikanischer Alptraum (American Gothic)
- 1987: Cameo by Night (Fernsehfilm)
- 1987: Das turboscharfe Spanner-Hotel (Talking Walls)
- 1988: Gar kein Sex mehr? (Casual Sex?)
- 1988: Murder One
- 1989: Geschichten aus der Gruft (Tales from the Crypt, Fernsehserie, Episode Lover Come Hack to Me)
- 1989: Damned River
- 1989: Booker (Fernsehserie, 1 Episode)
- 1990: Still Life
- 1990: 21 Jump Street – Tatort Klassenzimmer (21 Jump Street, Fernsehserie, Episode Everyday Is Christmas)
- 1990–1991: Auf eigene Faust (Counterstrike, Fernsehserie, 23 Episoden)
- 1991: Der Preis der Schönheit (Drop Dead Gorgeous, Fernsehfilm)
- 1992: Aus der Mitte entspringt ein Fluß (A River Runs Through It)
- 1992: Bodyguard (The Bodyguard)
- 1992: Die Mounties von Lynx River (North of 60, Fernsehserie, 3 Episoden)
- 1994: Racheengel in Leder (Model by Day, Fernsehfilm)
- 1993: Es geschah am 1. April (April One)
- 1994: Greyhounds – Schnüffler gehen nie in Rente (Greyhounds, Fernsehfilm)
- 1994: Law & Order (Law & Order, Fernsehserie, Episode Family Values)
- 1994: Der sanfte Kuß des Todes (Deceptions II: Edge of Deception)
- 1994: Ein Mountie in Chicago (Due South, Fernsehserie, 2 Episoden)
- 1995: Outer Limits – Die unbekannte Dimension (The Outer Limits, Fernsehserie, Episode Living Hell)
- 1995: Rude
- 1995: Die falsche Mörderin (The Wrong Woman)
- 1995: Dr. Jekyll und Ms. Hyde (Dr. Jekyll and Ms. Hyde)
- 1996: Tötet meine Tochter nicht! (Lifeline, Fernsehfilm)
- 1996: Rolling Thunder (Fernsehfilm)
- 1997: Honeymoon
- 1997: Farben der Lust (Vivid)
- 1997, 2001: Nikita (La Femme Nikita, Fernsehserie, 5 Episoden)
- 2000: Nur noch 60 Sekunden (Gone in Sixty Seconds)
- 2001: Im Labyrinth der Angst (Frozen with Fear)
- 2002: Highway
- 2005: Tornado – Tödlicher Sog (Nature Unleashed: Tornado)
- 2010: Territories – Willkommen in den Vereinigten Staaten von Amerika (Territories)